# Dreams: The Ultimate Corrs Collection
Pour les articles homonymes, voir Dream.
Albums de The Corrs
Home
(2004) The Works
(2007)
Dreams: The Ultimate Corrs Collection est un album compilation du groupe irlandais The Corrs. Il reprend les grands succès du groupe.
Le premier single est un remix de la chanson Goodbye de l'album Borrowed Heaven.

## Liste des morceaux
1. GoodBye (Remix) - 3:45
2. Forgiven Not Forgotten - 4:15
3. Dreams (Tee’s Radio Mix) - 3:52
4. Stars Go Blue (avec Bono) - 3:58
5. Radio - 4:47
6. Only When I Sleep - 4:17
7. Breathless - 3:25
8. So Young (K- Klass Remix) - 4:12
9. Runaway - 4:20
10. Summer Sunshine - 2:51
11. What can I do (Tin Tin Out Remix) - 4:14
12. All I Have To Do Is Dream (avec Laurent Voulzy) - 3:34
13. No frontiers - 4:24
14. Angel - 3:25
15. Old Town - 3:34
16. Ruby Tuesday (avec Ronnie Wood) - 3:23
17. Haste To The Wedding [Instrumental] - 2:27
18. I Know My Love (avec The Chieftains) - 3:25
19. Brid Og Ni Mhaille - 3:36
20. Toss The Feathers [Instrumental] - 2:50